# Ferdinand Ossendowski
assinatura
Vista da sepultura.
Ferdynand Antoni Ossendowski (Vitebsk, 27 de maio de 1878 – Grodzisk Mazowiecki, 3 de janeiro de 1945) foi um escritor, jornalista, explorador e ativista político polonês, membro da Academia da França.

## Biografia
Antoni Ossendowski Ferdynand nasceu em 27 de maio de 1876 em uma casa perto de Ludza no voblasc' di Vicebsk. Ele estudou no famoso ginásio de Kamianets-Podilskyi, mas teve de transferir-se com seu pai, um médico de renome, graduou-se em São Petersburgo. Em seguida, matriculou-se na faculdade de matemática e física na universidade local, onde estudou química. Como assistente do professor Aleksander Zalewski, viajou por muitas áreas remotas, incluindo Sibéria, Cáucaso e as Montanhas de Altai. Durante o verão, muitas vezes trabalhou como escritor no navio da linha Odessa-Vladivostok, um emprego que lhe permitiu visitar muitas partes da Ásia, incluindo Japão, Sumatra, China, Malásia e Indonésia. Por sua descrição de uma viagem à Criméia e Constantinopla , ele recebeu seu primeiro royalty. Graças a sua viagem para a Índia (Chmura nad Gangesem: nuvens no Ganges) ganhou o prestigioso prêmio literário da Sociedade de São Petersburgo.
Em 1899, após a revolta dos estudantes em São Petersburgo, Ossendowski foi forçado a deixar a Rússia imperial e mover-se para Paris, onde continuou seus estudos na Sorbonne, seus professores foram Maria Curie-Sklodowska e Marcelin Berthelot. É possível que ele tenha recebido um doutorado na Rússia, mas nenhum documento pode atestar. Em 1901 , foi autorizado a voltar para a Rússia, onde o professor Zalewski o convidou para a nova fundação do Instituto de Tecnologia da Universidade de Tomsk. Ossendowski contribuiu tomando aulas de química e física. Ao mesmo tempo, proferiu palestras na Academia de agricultura e publicou vários trabalhos científicos sobre hidrologia, geologia, química física, geografia e física.
Após a eclosão da guerra russo-japonesa (1904-1905) Ossendowski mudou-se para Harbin, na Manchúria, onde fundou a Central Técnica do Laboratório de Investigação, um instituto financiado pelos russos para o desenvolvimento dos campos de petróleo na área. Ao mesmo tempo, dirigiu a filial local da Sociedade Geográfica russa de Vladivostok. Como tal, ele fez várias viagens a Coreia, Sacalina, Ussuri e nas margens do Estreito de Bering. Na Manchúria, ele também se tornou um dos líderes da diáspora na polónia e publicou seu primeiro romance em polonês, Noc ("Noite"). Ele também se envolveu ativamente no Comitê revolucionário central, organização esquerdista que procurou tomar o poder na Manchúria durante a revolução de 1905. Após o fracasso da revolução, Ossendowski organizou uma greve contra a brutal repressão do Reino da Polônia, no qual foi preso. Um tribunal militar condenou a morte por conspiração contra o czar, mas sua pena foi comutada para vários anos de trabalho duro.

## A partir de São Petersburgo para a China
Em 1907 ele foi libertado da prisão com um assim chamado "Biglietto Lupo", que o impediu de encontrar um emprego ou deixando a Rússia. Naquela época, dedicou-se a escrever. Nesse período, escreveu o romance V ludskoi Pyli, em que ele descreve a sua estadia em prisões russas, este livro ganhou muita popularidade na Rússia e foi ainda descrito por leo Tolstoy como um de seus favoritos. A popularidade permitiu-lhe voltar a São Petersburgo, em 1908. Neste período, continuou a escrever livros e, ao mesmo tempo, era o chefe da Companhia "no negócio de ouro e de platina" e vários outros jornais e revistas, russos e poloneses. Após a eclosão da primeira guerra mundial, Ossendowski continuou a publicar livros, incluindo um romance de ficção científica, um romance de propaganda sobre espiões alemães na Rússia e um folheto descrevendo os crimes de guerra dos alemães e austro-húngaros.
Após a eclosão da revolução de fevereiro de 1917, Ossendowski mudou-se mais uma vez, para a Sibéria, desta vez para Omsk, onde ele começou a dar aulas na universidade local. Após a Revolução de outubro e o início da guerra civil russa, ele foi envolvido no governo anti-revolucionário russo guiado pelo governador, o supremo almirante Aleksandr vasilievich Kolčak. Prestando serviços em várias tarefas, entre outros, como funcionário do serviço secreto, é enviado para o Órgão de intervenção dos Estados Unidos e como assistente do general polonês da quinta divisão Walerian Czuma . Em 1918 ele foi o responsável pela transferência de muitos documentos do Exército Czarista e Branco para encontrar um acordo, incluindo muitas demonstrações de apoio alemão para Lenin e os bolcheviques (os chamados Documentos Sisson).
Após a derrota de Aleksandr vasilievich Kolčak em 1920, Ossendowski se juntou a um grupo de poloneses do exército branco tentando escapar do controle dos comunistas siberianos através Índia, Mongólia, China e Tibet. Depois de uma jornada de milhares de quilômetros, o grupo chegou a Mongólia, onde foi concedido o direito de cidadania pelo misterioso barão Roman von Ungern-Sternberg.
Ossendowski entrou para o exército do barão como um comandante de uma das tropas de auto-defesa. Ele também se tornou seu conselheiro e chefe do serviço secreto. No final de 1920, foi enviado em uma missão diplomática ao Japão e, em seguida, aos Estados Unidos, mais tendo retornado à Mongólia. Alguns escritores acreditam que Ossendowski foi uma das pessoas que escondeu o tesouro do semi-mítico Barão Sanguinário.
Após a sua chegada a Nova York, Ossendowski começou a trabalhar para o serviço diplomático, polonês e algumas vezes como espião. No final de 1921, publicou o seu primeiro livro em inglês: Bestas, Homens e Deuses. O romance descreve suas viagens durante a guerra civil russa e a guerra liderada pelo Barão Sanguinário, se tornando um grande sucesso e um best-seller. Em 1923 foi traduzido para o polonês e, em seguida, para vários outros idiomas.

## O regresso à Polónia
Em 1922 Ferdynand Ossendowski voltou à Polônia e estabeleceu-se em Varsóvia. Imediatamente após seu retorno, ele começou a dar palestras na Universidade Livre da Polônia, na Escola Superior de Guerra e Ciências Políticas na Universidade de Varsóvia. Ao mesmo tempo, manteve-se conselheiro do governo polonês e um sovietólogo especialista. Continuou a viajar para diferentes partes do mundo e depois de cada viagem ele publicaria um livro ou dois. No período entre as duas guerras seu foi considerado criador de um gênero distinto chamado "romance de viagem". Com mais de 70 livros publicados na Polônia e traduzido quase 150 vezes em 20 outras línguas, Ossendowski foi também o segundo autor polonês mais popular no estrangeiro, depois de Henryk Sienkiewicz. Ele repetiu o sucesso de Bestas, Homens e Deuses, com um livro sobre Lenin, em que ele criticou abertamente os métodos comunistas e as políticas da Rússia, bem como a dupla face dos líderes comunistas. Na Polônia, três de seus livros foram proibidos durante a Segunda guerra mundial.

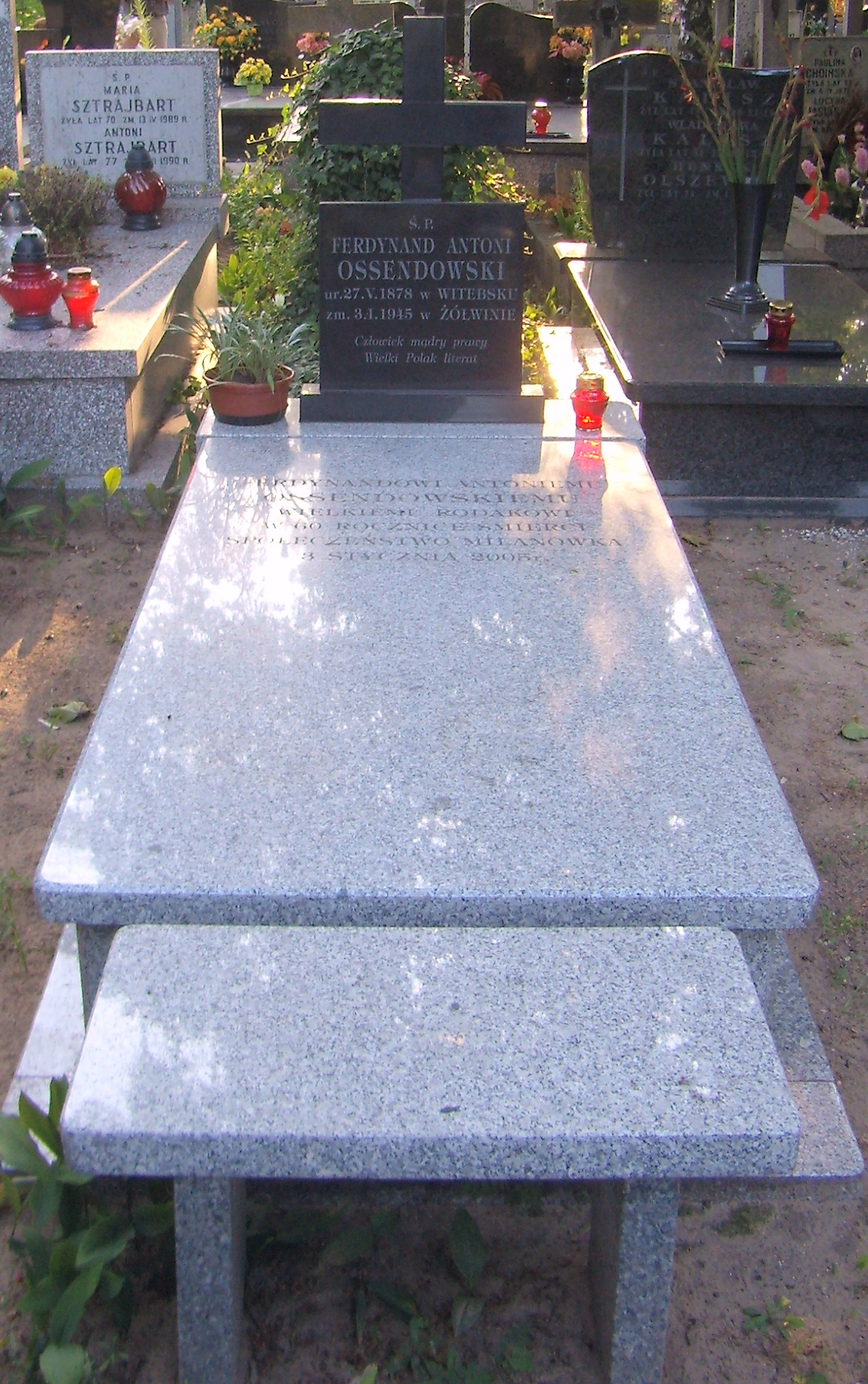
Túmulo de Ferdynand Ossendowski, Milanówek

Após a guerra para defender a Polônia em 1939 e o início da segunda guerra mundial, Ferdynand Ossendowski manteve-se em Varsóvia. Em 1942 ele converteu-se do luteranismo ao catolicismo e no ano seguinte tornou-se parte do movimento político Narodowa Demokracja. Ele trabalhou nas estruturas dos Serviços Secretos e trabalhou com a Delegação do Governo polonês para a formação da resistência polonesa durante a segunda guerra mundial.
Após a revolta de Varsóvia, Ossendowski encontrava-se seriamente doente, mudando-se para a vila de Żółwin, perto do subúrbio de Varsóvia de Milanówek, onde morreu em 3 de janeiro de 1945. Ele foi enterrado no dia seguinte no cemitério local em Milanówek.
Duas semanas após a morte de Ossendowski, no dia 18 de janeiro, a área foi tomada pelo Exército Vermelho. Descobriu-se que Ossendowski foi procurado pela NKVD e foi considerado um inimigo do povo por causa do seu livro sobre Lênin e o sistema soviético. Os agentes soviéticos examinaram seu corpo para confirmar a sua identidade e confirmar a morte.
Após a guerra, tanto as autoridades comunistas da união soviética como o líder da Polônia proibiram todos os livros de Ossendowski. Seu nome não foi mencionado em enciclopédias e todas as suas obras foram confiscadas de bibliotecas e queimadas. A sua distribuição retomou somente após a queda do Muro de Berlim em 1989.
- Bestas, homens e deuses, Morreale, Milão, 1925
- A sombra do Oriente escuro, Morreale, Milão 1928
- Lenin, De Amor, De Milão, De 1929.
- O lobo do Lago Negro
- O capitão branco, Edições, de Amor, de Milão, 1930
- Witold Stanisław Tempo De Seu Casamento, Tajemnica Ossendowskiego, 1983
- Ludzie, zwierzęta eu nowi bogowie: Krzysztof Dębnicki, National Geographic Polska, nº 1 (64) styczeń 2005.
- Witold Tempo De Seu Casamento. "Ossendowski Antoni" W: Polonês Słownik Biograficzny Tom XXIV (Olszamowski Bolesław – Padlewski Zygmunt) Warszawa 1979 ss 381-385
- Guerra civil russa
- Roman von Ungern-Sternberg
- Vladimir Lenin
- Tiziano Terzani